# Monumenta Germaniae Historica

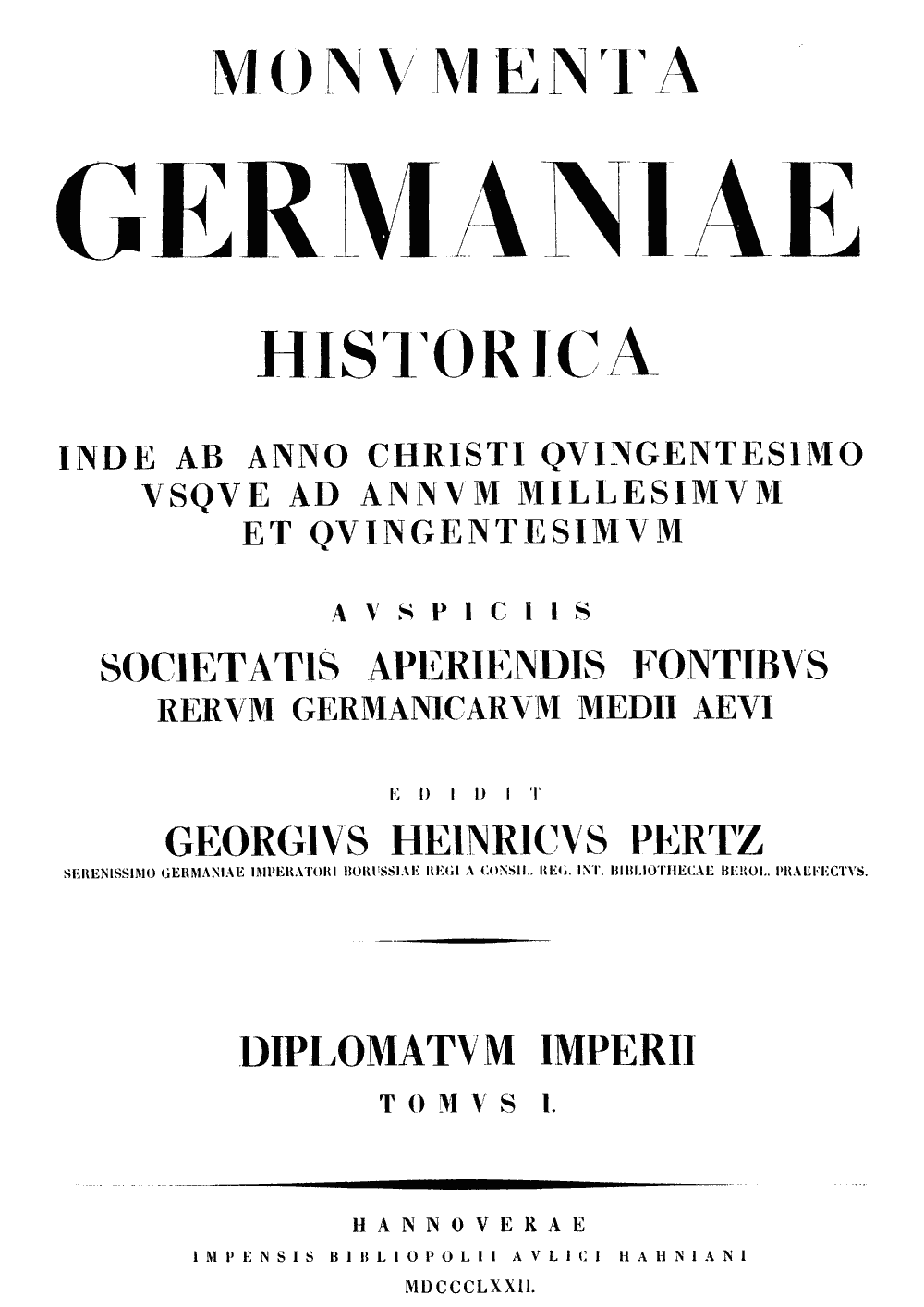
Un frontespizio dei Diplomata del 1872, a cura di Georg Heinrich Pertz

I Monumenta Germaniae Historica (frequentemente abbreviati MGH nelle bibliografie e negli elenchi di fonti) sono una serie completa di fonti attentamente preparate e pubblicate per lo studio dei popoli germanici e, più ampiamente, dell'Europa; comprendono un periodo di tempo che va dalla caduta dell'Impero romano d'Occidente al XVI secolo circa. Queste fonti non si riferiscono tanto alla storia della Germania (che tra il VI e il XVI secolo ancora non esisteva come stato unitario), quanto piuttosto ai popoli germanici e ai regni romano-barbarici sorti alla caduta dell'Impero romano d'Occidente.

## Il progetto
La società che finanziò la serie fu fondata dal riformista prussiano barone Heinrich Friedrich Karl von Stein nel 1819 e il primo volume apparve nel 1826. Molti eminenti medioevalisti tedeschi e di altri paesi portarono avanti il lavoro di raccogliere e confrontare manoscritti e produrre edizioni di studio. Il motto scelto da Johann Lambert Büchler, Sanctus amor patriae dat animum ("il santo amore per la patria fortifica lo spirito") mostra la coincidenza del nazionalismo romantico con l'erudizione.
Il progetto, uno dei più grandi sforzi collettivi di studi storici, continua nel XXI secolo. Nel 2004 i MGH, con la sponsorizzazione della Deutsche Forschungsgemeinschaft, fecero un passo in avanti significativo: tutte le loro pubblicazioni edite da più di cinque anni possono ora essere lette in linea, in una riproduzione fotodigitale, sul sito web dei MGH.

## Sezioni
La serie si articola in cinque sezioni:
1. Scriptores: edizioni di fonti storiche (vite, cronache, annali)
2. Leges: raccolte giuridiche dei popoli germanici, capitolari, decreti conciliari, formulari di diritto, ecc.
3. Diplomata: documenti dei re ed imperatori germanici dai Merovingi a Federico II
4. Epistolae: epistolari
5. Antiquitates: poesie, memoriali e necrologi

Oltre a queste serie i MGH pubblicano pure la rivista Deutsches Archiv für Erforschung des Mittelalters (dal 1937; precedentemente si chiamava Neues Archiv der Gesellschaft für ältere deutsche Geschichtskunde", edita tra il 1876 e il 1935); la serie Quellen zur Geistesgeschichte des Mittelalters (Fonti per la storia del pensiero nel Medio Evo); la serie Deutsches Mittelalter. Kritische Studientexte (Medioevo tedesco. Studi critici); testi singoli di autori latini per studi specialistici (Scriptores rerum Germanicarum in usum scholarum separatim editi).

## Presidenti
La serie dei presidenti è la seguente:
- Georg Heinrich Pertz (1823-1873)
- Georg Waitz (1875-1886)
- Wilhelm Wattenbach (1886–1888) (temporaneo)
- Ernst Dümmler (1888-1902)
- Oswald Holder-Egger (1902–1905)
- Reinhold Koser (1906-1914)
- Michael Tangl (1914-1919) (temporaneo)
- Paul Fridolin Kehr (1919-1935)
- Wilhelm Engel (1936-1937) (temporaneo)
- Edmund Ernst Stengel (1937-1942)
- Theodor Mayer (1942-1945)
- Friedrich Baethgen (1947-1958)
- Herbert Grundmann (1958-1970)
- Horst Fuhrmann (1971-1994)
- Rudolf Schieffer (1994-2012)
- Claudia Märtl (2012-2014)
- Marc-Aeilko Aris (2014–2018) (temporaneo)
- Martina Hartmann (2018-oggi)